# الميثيلوتروفات (كيمياء عضوية)
الميثيلوتروفات (بالإنجليزية: Methylotrophs) هي مجموعة متنوعة من الكائنات الحية الدقيقة القادرة على استخدام المركبات المحتوية على ذرة كربون واحدة في حالتها المختزلة، مثل الميثانول والميثان، كمصدر رئيسي للكربون اللازم لنموها. كما تشمل هذه الكائنات الأنواع التي يمكنها استغلال مركبات متعددة الكربون، بشرط ألا تحتوي على روابط كربون-كربون، مثل ثنائي ميثيل الأثير وثنائي ميثيل أمين. بالإضافة إلى ذلك، تمتلك بعض الميثيلوتروفات القدرة على استيعاب المركبات أحادية الكربون المختزلة عبر تثبيت ثاني أكسيد الكربون من خلال مسار ثنائي فوسفات الريبولوز. يجب التمييز بين الميثيلوتروفات والكائنات المنتجة للميثان، والتي تقوم بالعكس، إذ تُنتج الميثان كناتج ثانوي عند استهلاكها لمركبات أحادية الكربون، مثل ثاني أكسيد الكربون. ومن الجدير بالذكر أن بعض أنواع الميثيلوتروفات، المعروفة باسم الميثانوتروفات، تلعب دورًا مهمًا في تحلل غاز الميثان، مما يساهم في تقليل تأثيره كغاز مسبب للاحتباس الحراري. يمثل الميثانول مصدرًا واعدًا للكربون في التطبيقات الحيوية نظرًا لوفرة إنتاجه، ونقائه العالي، وتكلفته المنخفضة مقارنةً بالسكريات المستخدمة عادةً في العمليات الصناعية. ولهذا، تُعد الكائنات الميثيلوتروفية أنظمة بيولوجية قيمة لإنتاج مجموعة واسعة من المركبات الحيوية، مثل الأحماض الأمينية، والفيتامينات، والبروتينات المؤتلفة، والبروتينات أحادية الخلية، بالإضافة إلى الإنزيمات المساعدة والسيتوكرومات.

## الاسْتِقْلاب

الخطوات العامة لاستقلاب الميثيلوتروفي والتي تظهر 4 مسارات ميثيلوتروفي استيعابية معروفة. ويظهر أيضًا المسار الهدمي العام. يشير الحرف Q إلى الكينون المرتبط بالغشاء. قد يكون أحادي أوكسجيناز الميثان (MMO) ونازعة هيدروجين الفورمات (FDH) مرتبطين بالغشاء أو سيتوبلازميين بينما نازعة هيدروجين الميثانول (MDH) ونازعة هيدروجين الفورمالديهايد (FALDH) مرتبطين دائمًا بالغشاء.

يُعد الفورمالديهايد الوسيط الأساسي في عمليات التمثيل الغذائي الميثيلي، حيث يمكن توجيهه نحو مسارات استيعابية أو غير استيعابية. تنتج الكائنات الحية الميثيلوتروفية الفورمالديهايد عن طريق أكسدة الميثانول أو الميثان، وتتطلب أكسدة الميثان وجود إنزيم الميثان أحادي الأكسجين (MMO). وهو إنزيم رئيسي في هذا المسار الأيضي. الكائنات الحية الميثيلوتروفية التي تحتوي على هذا الإنزيم تُعرف باسم الميثانوتروفات. يمكن أن تتم عملية أكسدة الميثان أو الميثانول بطريقتين: متماثلة أو متباينة (كما هو موضح في الشكل). في حالة الأكسدة المتباينة، يتم تحويل الفورمالديهايد بالكامل إلى ثاني أكسيد الكربون (CO₂)، مما ينتج عنه طاقة وعوامل اختزال. أما في حالة الأكسدة الاستيعابية، فيُستخدم الفورمالديهايد كمصدر للكربون لتخليق مركبات تحتوي على ثلاث ذرات كربون (C₃) تُستخدم لاحقًا في بناء الكتلة الحيوية. تعتمد العديد من الكائنات الحية الميثيلوتروفية على مركبات متعددة الكربون في عملياتها الحيوية، مما يحد من استخدامها للفورمالديهايد في المسارات غير المتماثلة. ومع ذلك، فإن الميثانوتروفات تتميز بكونها مقيدة بعملية التمثيل الغذائي للمركبات أحادية الكربون (C₁)، مما يجعلها متخصصة في استهلاك الميثان والميثانول كمصدر وحيد للكربون والطاقة.

### الهدم
تستخدم الكائنات الحية الميثيلوتروفية سلسلة نقل الإلكترون للحفاظ على الطاقة الناتجة عن أكسدة المركبات أحادية الكربون (C₁). يتطلب التمثيل الغذائي للميثان خطوة تنشيط إضافية للسماح بتحلل الميثان، الذي يتميز بتركيب كيميائي مستقر. يتم تحفيز أكسدة الميثان إلى الميثانول بواسطة إنزيم الميثان أحادي الأكسجين (MMO)، الذي يتضمن دمج ذرة أكسجين واحدة من O₂ في الميثان، بينما يتم اختزال ذرة الأكسجين الأخرى إلى ماء، مما يستدعي وجود مكافئين لقوة الاختزال. بعد ذلك، يتم أكسدة الميثانول إلى الفورمالديهايد بواسطة إنزيم الميثانول ديهيدروجينيز (MDH) في البكتيريا، أو بواسطة أوكسيديز الكحول غير النوعي في الخميرة. تنتقل الإلكترونات الناتجة عن أكسدة الميثانول إلى الكينون المرتبط بالغشاء في سلسلة نقل الإلكترون، حيث تُستخدم لإنتاج ATP.
في العمليات غير المتماثلة، يتأكسد الفورمالديهايد بالكامل إلى CO₂ ويتم إفرازه. يتم أكسدة الفورمالديهايد إلى فورمات بواسطة إنزيم نازعة هيدروجين الفورمالديهايد (FALDH)، الذي يوفر الإلكترونات مباشرة إلى الكينون المرتبط بالغشاء في سلسلة نقل الإلكترون، وعادة ما يكون السيتوكروم ب أو ج. في حالة وجود NAD⁺ نازعات الهيدروجين المرتبطة، يتم إنتاج NADH. وأخيرًا، تتم أكسدة الفورمات إلى CO₂ بواسطة إنزيم فورمات ديهيدروجينيز السيتوبلازمي أو المرتبط بالغشاء (FDH)، مما ينتج NADH وCO₂.

### البناء
التحدي الأيضي الرئيسي للكائنات الحية الميثيلوتروفية هو استيعاب وحدات الكربون الفردية (C1) في الكتلة الحيوية. من خلال التخليق الجديد، يجب على الميثيلوتروفات تشكيل روابط كربون-كربون بين جزيئات الكربون الفرديه. وتُعد هذه العملية كثيفة الطاقة، ولذلك تتجنبها الكائنات الحية الميثيلوتروفية الاختيارية باستخدام مجموعة من المركبات العضوية الأكبر حجمًا. ومع ذلك، فإن الكائنات الحية الميثيلوتروفية الإلزامية ملزمة بامتصاص جزيئات الكربون الفردي (C1). توجد أربعة مسارات استيعاب مميزة تتشارك في توليد جزيء واحد من الكربون الثلاثى C3. تستخدم البكتيريا ثلاثة من هذه المسارات، بينما تستخدم الفطريات مسارًا واحدًا فقط. تتضمن جميع المسارات الأربعة تحويل جزيئات C1 إلى مركبات وسيطة متعددة الكربون، ثم يتم تقسيم أحد المركبات الوسيطة إلى مركبات وسيطة جديدة تحتوي على جزيء C3. يتم إعادة ترتيب المركبات المتبقية لتجديد المركبات المتعددة الكربون الأصلية.

#### البكتيريا
كل نوع من البكتيريا الميثيلوتروفية يمتلك مسار أيضى لاستيعاب الكربون مهيمن واحد. المسارات الثلاثة المميزة لاستيعاب الكربون هي: مسار ريبولوز أحادي الفوسفات (RuMP)، ومسار سيرين لاستيعاب الفورمالديهايد، بالإضافة إلى مسار ريبولوز ثنائي الفوسفات (RuBP) لاستيعاب ثاني أكسيد الكربون (CO2).

##### دورة ريبولوز ثنائي الفوسفات (RuBP)
على عكس مسارات الاستيعاب الأخرى، تستمد البكتيريا التي تستخدم مسار ريبولوز ثنائي الفوسفات (RuBP) كل الكربون العضوي الخاص بها من استيعاب ثاني أكسيد الكربون (CO2). تم توضيح هذا المسار لأول مرة في الكائنات ذاتية التغذية الضوئية وهو معروف باسم دورة كالفن. وبعد ذلك بفترة وجيزة، تم اكتشاف أن البكتيريا الميثيلوتروفية التي يمكن أن تنمو على المركبات ذات الكربون الفردي (C1) و التى تستخدم هذا المسار.
أولاً، يتم فسفرة ثلاث جزيئات من ريبولوز 5-فوسفات إلى ريبولوز 1،5-ثنائي الفوسفات (RuBP). يقوم إنزيم ريبولوز ثنائي فوسفات كاربوكسيلاز (RuBisCO) بكربكسله (أضافة مجموعة كربوكسيل)  لجزيئات RuBP هذه، مما ينتج عنه ستة جزيئات من 3-فوسفوجليسرات (PGA). يقوم إنزيم فوسفوجليسرات كيناز بفسفرة مركب الـ PGA إلى 1،3-دايفوسفوجليسرات (DPGA). يؤدي اختزال الستة جزيئات DPGA بواسطة إنزيم جليسيرالدهيد فوسفات ديهيدروجينيز إلى إنتاج ستة جزيئات من مركب غليسرالدهيد-3-فوسفات (GAP) الذي يحتوي على ثلاثة ذرات كربون . يتم تحويل جزيء واحد من GAP نحو الكتلة الحيوية، بينما تقوم الجزيئات الخمس الأخرى بتجديد الجزيئات الثلاث من ريبولوز 5-فوسفات.

##### دورة أحادي فوسفات الريبولوز (RuMP)

مسار RuMP في الميثانوتروفات من النوع الأول

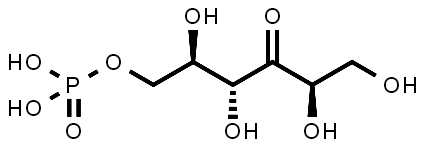
3-هكسولوز 6-فوسفات فات (هكسو فقدان الفوسفور (فات)

تم الاشتباه في وجود مسار جديد بعد عدم العثور على إنزيم روبيسكو في الكائن الميثانوتروفي. ومن خلال تجارب وضع العلامات الإشعاعية، تبين أن هذا الكائن يستخدم مسار أحادي فوسفات الريبولوز (RuMP). وقد دفع هذا الاكتشاف الباحثين إلى اقتراح أن دورة RuMP ربما تكون قد سبقت دورة RuBP.
مثل دورة RuBP، تبدأ هذه الدورة بثلاث جزيئات من ريبولوز-5-فوسفات. ومع ذلك، بدلاً من فسفرة ريبولوز-5-فوسفات، يتم تشكيل ثلاث جزيئات من الفورمالديهايد التي تشكل روابط C-C من خلال تكثيف الألدول، مما يؤدي إلى إنتاج ثلاث جزيئات من 3-هكسولوز 6-فوسفات (فوسفات الهكسولوز). يتم تحويل أحد جزيئات فوسفات الهكسولوز هذه إلى GAP، وكذلك إما يتحول إلى البيروفات أو فوسفات ثنائي هيدروكسي أسيتون (DHAP). يتم استخدام البيروفات أو DHAP لتكوين الكتلة الحيوية، بينما يتم استخدام جزيئي فوسفات الهكسولوز الآخرين وجزيء GAP لتجديد الجزيئات الثلاثة من ريبولوز-5-فوسفات.

##### دورة سيرين
على عكس مسارات الاستيعاب الأخرى، تستخدم دورة السيرين الأحماض الكربوكسيلية والأحماض الأمينية كوسيطات بدلاً من الكربوهيدرات. أولاً، يتم إضافة جزيئين من الفورمالديهايد إلى جزيئين من حمض الجلايسين الأميني. يؤدي هذا إلى إنتاج جزيئين من حمض السيرين الأميني، وهو الوسيط الرئيسي لهذا المسار. تنتج جزيئات السيرين هذه في النهاية جزيئين من 2-فوسفوجليسرات، مع توجه جزيء واحد يحتوي على ثلاث ذرات كربون نحو الكتلة الحيوية، بينما يستخدم الآخر لتجديد الجلايسين. ومن الجدير بالذكر أن تجديد الجلايسين يتطلب جزيئًا من ثاني أكسيد الكربون (CO2)، مما يجعل مسار السيرين يختلف عن المسارات الثلاثة الأخرى من حيث احتياجه لكل من الفورمالديهايد وCO2.

#### الخميرة
يختلف أيض الخميرة الميثيلوتروفية عن البكتيريا بشكل أساسي بناءً على الإنزيمات المستخدمة ومسار استيعاب الكربون. على عكس البكتيريا التي تستخدم إنزيم MDH البكتيري، تقوم الخميرة الميثيلوتروفية بأكسدة الميثانول في بيروكسيسوماتها باستخدام أوكسيديز الكحول غير النوعي non-specific alcohol oxidase. يؤدي هذا إلى إنتاج الفورمالديهايد بالإضافة إلى بيروكسيد الهيدروجين. من المرجح أن يؤدي تقسيم هذا التفاعل في البيروكسيسومات إلى عزل بيروكسيد الهيدروجين المنتج. وللتعامل مع هذا المنتج الثانوي الضار، يتم إنتاج الكاتالاز في البيروكسيسومات.

##### دورة ديهيدروكسياكتيون (DHA)
مسار ثنائي هيدروكسي أسيتون (DHA)، المعروف أيضًا باسم مسار أحادي فوسفات الزيلوز (XuMP)، يتواجد حصريًا في الخميرة. حيث يقوم هذا المساربأدماج ثلاث جزيئات من الفورمالديهايد في جزيء واحد من DHAP باستخدام ثلاث جزيئات من زيللوز 5-فوسفات كوسيط رئيسي.
يعمل إنزيم DHA synthase كإنزيم ناقل (ترانسكيتولاز transketolase) لنقل جزء من زيلوز 5-فوسفات إلى DHA. ثم يتم فسفرة هذه الجزيئات الثلاث من DHA إلى DHAP بواسطة تريوكيناز triokinase. مثل المسارات الأيضية الأخرى، يتم إنتاج 3 جزيئات من C3 بحيث يتم توجيه جزيء واحد لاستخدامه كمادة خلوية، بينما يتم استخدام الجزيئين الآخرين لتجديد زيلوز 5-فوسفات.

## التأثيرات البيئية
باعتبارالكائنات الحية الميثيلوتروفية من العناصر الأساسية في دورة الكربون، فأنها تعمل على الحد من ظاهرة الاحتباس الحراري العالمي بالأساس من خلال امتصاص غاز الميثان وغيره من الغازات المسببة للاحتباس الحراري. نجد كذلك أنه في البيئات المائية، تنتج العتائق الميثانوية ما بين 40 إلى 50% من غاز الميثان العالمى. يؤدي التعايش بين الميثانوجينات والبكتيريا الميثانوتروفية إلى تقليل كمية الميثان المنبعثة في الغلاف الجوي بشكل كبير.
ويعتبر هذا التعايش مهمًا أيضًا في البيئة البحرية. حيث تعتبر البكتيريا البحرية مهمة جدًا لشبكات الغذاء والدورة البيوكيميائية، خاصة في المياه السطحية الساحلية، ولكن أيضًا في النظم البيئية البحرية الأخرى مثل الفتحات الحرارية المائية. هناك أدلة على وجود مجموعات واسعة النطاق ومتنوعة من الميثيلوتروفات في المحيطات، والتي لديها القدرة على التأثير بشكل كبير على النظم البيئية البحرية والمصبية. المركبات أحادية الكربون التي تستخدمها الكائنات الحية الميثيلوتروفية كمصدر للكربون والطاقة توجد في جميع أنحاء المحيط. تتضمن هذه المركبات الميثان، الميثانول، الأمينات المثيلة، هاليدات الميثيل، ومركبات الكبريت المثيلة مثل ثنائي ميثيل كبريتيد (DMS) وثنائي ميثيل سلفوكسيد (DMSO). يتم إنتاج بعض هذه المركبات بواسطة العوالق النباتية، بينما يأتي البعض الآخر من الغلاف الجوي. توصلت الدراسات التي شملت مجموعة أوسع من ركائز الكربون الواحد إلى تنوع متزايد في الميثيلوتروفات، مما يشير إلى أن تنوع هذه المجموعة البكتيرية لم يتم استكشافه بالكامل بعد.
نظرًا لأن هذه المركبات متطايره وتؤثر على المناخ والغلاف الجوي، فإن البحث في تفاعل تلك الأنواع من البكتيريا مع هذه المركبات أحادية الكربون يمكن أن يساعد أيضًا في فهم تدفقات هذه المركباتفيما بين الهواء والبحر، والتي تؤثر على التنبؤات المناخية. على سبيل المثال، من غير المؤكد ما إذا كان المحيط يعمل كمصدر صافٍ أو بالوعة للميثانول الجوي، ولكن مجموعة متنوعة من الكائنات الحية الميثيلوتروفية تستخدم الميثانول كمصدر رئيسي للطاقة. في بعض المناطق، وجد أن الميثيلوتروفات تعمل كـ "بالوعة" صافية للميثانول، بينما في مناطق أخرى وجد أن أحد منتجات نشاط الميثيلوتروفيات، وهو الميثيل أمين، الذى ينبعث من المحيط ويشكل الهباء الجوي. و الذى يعتمد على الاتجاه الصافي لهذه التدفقات على الاستخدام بواسطة الميثيلوتروفات.
توصلت الدراسات إلى أن قدرة الميثيلوتروفية تختلف باختلاف إنتاجية النظام، لذا فإن التأثيرات الميثيلوتروفية من المرجح أن تكون موسمية. نظرًا لأن بعض المركبات أحادية الكربون التي تستخدمها الكائنات الحية الميثيلوتروفية، مثل الميثانول وأكسيد ثلاثي ميثيل الأمين، يتم إنتاجها بواسطة العوالق النباتية، فإن توفرها يختلف زمنيًا وموسميًا اعتمادًا على مقدار ازدهار العوالق النباتية، والمناخ، ومدخلات النظام البيئي الأخرى. وهذا يعني أن من المتوقع أن يتبع التمثيل الغذائي الميثيلي ديناميكيات مماثلة، وهو ما سيؤثر بدوره على الدورات البيوكيميائية وتدفقات الكربون في البيئه.
تم العثور على تأثيرات الميثيلوتروف في فتحات المياه الحرارية في أعماق البحار. أظهرت الميثيلوتروفات، إلى جانب مؤكسدات الكبريت ومؤكسدات الحديد، و التى تعبر عن بروتينات رئيسية مرتبطة بتثبيت الكربون. هذه الدراسات تساهم في فهم أفضل لدورة الكربون في أعماق البحار، والارتباط بين دورة الكربون في أعماق المحيط ودورة الكربون على السطح. أدى توسع تكنولوجيات الجينوم إلى تسريع البحث في تنوع الميثيلوتروف، ووفرتها ونشاطها في مجموعة متنوعة من البيئات، وتفاعلاتها بين الأنواع. لا يزال هناك حاجة إلى المزيد من الأبحاث لفهم التأثير العام لانخفاض مستويات هذه البكتيريا وتحويل المركبات أحادية الكربون في المحيط. تشير الأدلة الحالية إلى دور كبير محتمل للميثيلوتروف في المحيط في دورة الكربون، ولكن أيضًا في دورات النيتروجين والكبريت والفوسفور العالمية، بالإضافة إلى تدفق المركبات الكربونية بين الهواء والبحر، مما قد يكون له تأثيرات مناخية عالمية.
إن استخدام الميثيلوتروف في القطاع الزراعي يمكن أن يكون له تأثير إيجابي كبير على البيئة. توفر الأسمدة الكيميائية التقليدية العناصر الغذائية التي لا تتوفر بسهولة من التربة، ولكنها قد تكون لها تأثيرات بيئية سلبية، بالإضافة إلى أن إنتاجها مكلف. من جهة أخرى، تمتلك الكائنات الحية الميثيلوتروفية إمكانات عالية كبدائل للأسمدة الحيوية والملقحات الحيوية، وذلك بفضل قدرتها على تكوين علاقات تكافلية مع العديد من أنواع النباتات. تساهم الكائنات الحية الميثيلوتروفية في تزويد النباتات بالعناصر الغذائية مثل الفوسفور القابل للذوبان والنيتروجين الثابت، كما تلعب دورًا مهمًا في امتصاص هذه العناصر. بالإضافة إلى ذلك، يمكنها مساعدة النباتات في التكيف مع الضغوط البيئية من خلال إنتاج الهرمونات النباتية. كما تعمل الكائنات الميثيلوتروفية على تثبيط نمو مسببات الأمراض النباتية الضارة وتحفيز المقاومة الجهازية للنباتات. لقد ثبت أن استخدام الأسمدة الحيوية الميثيلية، سواء بمفردها أو مع الأسمدة الكيميائية، يعزز من إنتاجية المحاصيل وجودتها دون فقدان العناصر الغذائية، مما يجعلها خيارًا مستدامًا وفعالًا في الزراعة.